# シルクロード

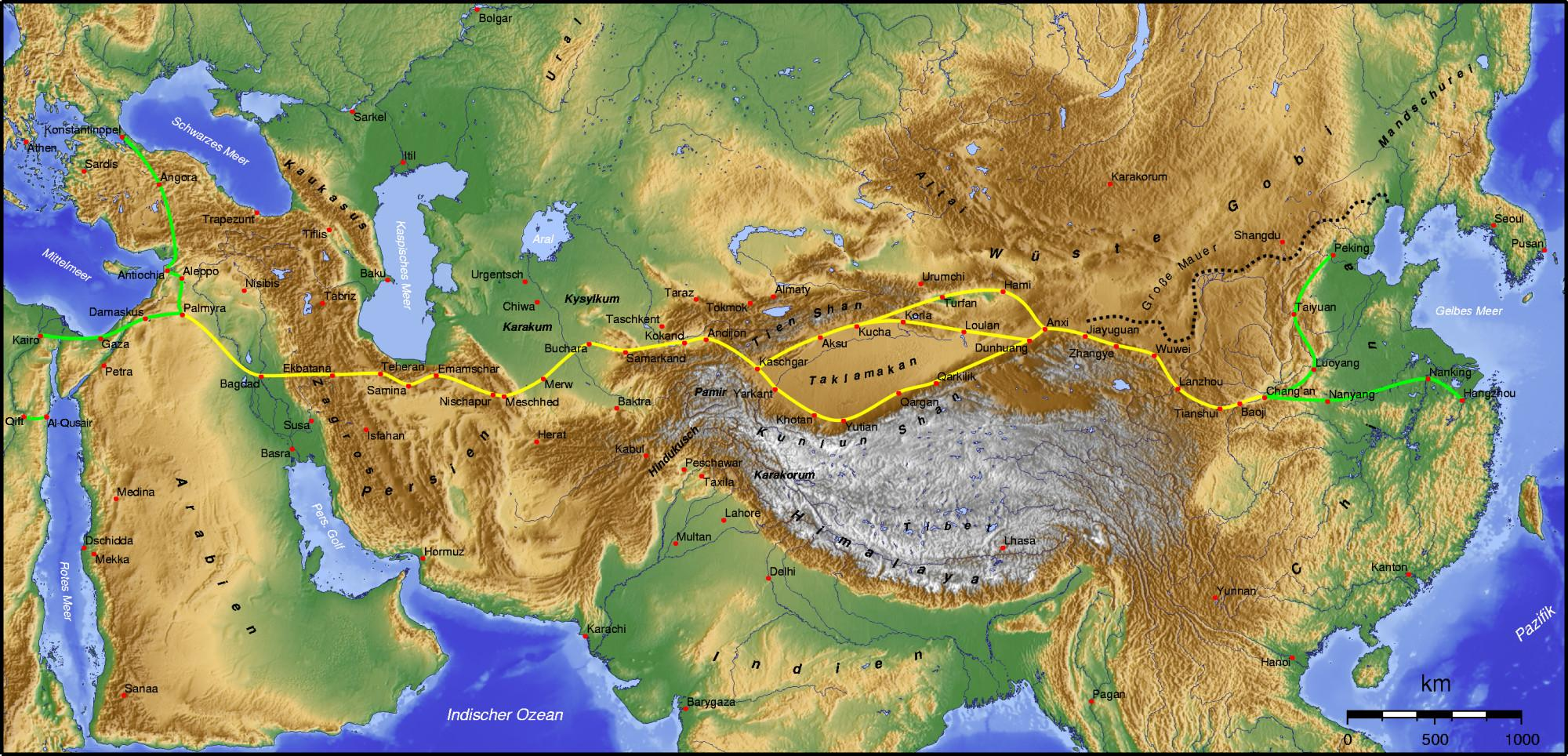
シルクロードの主要なルート（1世紀ごろ）

シルクロードの主要なルート（1世紀ごろ）

シルクロード（絹の道、英語: Silk Road, ドイツ語: Seidenstraße, 繁体字中国語: 絲綢之路, 簡体字中国語: 丝绸之路）は、紀元前2世紀から15世紀半ばまで活躍したユーラシア大陸の交易路網である。全長6,400キロメートル以上、東西の経済・文化・政治・宗教の交流に中心的な役割を果たした。

## 概要
シルクロードの始まりは、紀元前114年頃に漢王朝が中央アジアに進出したことに端を発する。張騫は、この地域の向こう側にある未知の土地を探検し、貿易相手や同盟国の候補を探すよう命じられた。この探検で得た情報や物資は、中国の関心を呼び、外交や商業の正式な派遣を促し、兵士や万里の長城の拡張によるルートの保護に力を入れた。
アナトリア東部からアフガニスタンにかけてのパルティア帝国の拡大は、東アフリカや地中海、特に新興のローマ帝国への架け橋となるものであった。紀元1世紀初頭には、中国の絹はローマ、エジプト、ギリシアで広く求められた。その他、東洋からは茶、染料、香水、磁器などが、西洋からは馬、ラクダ、蜂蜜、ワイン、金などが輸出され、利益をもたらした。紙や火薬の普及は、新興の商人層に大きな富をもたらしただけでなく、世界史とまではいかなくとも、さまざまな地域の歴史を大きく変えることになった。
シルクロードは約1500年の歴史の中で、数々の帝国の興亡や黒死病、モンゴルの征服などの大きな災厄に見舞われた。しかし、モンゴル帝国やその分派である元王朝を経て、シルクロードは以前よりも強くなっている。しかし、シルクロードは分散型のネットワークであるため、治安は悪く、旅人は常に盗賊の脅威にさらされていた。山賊や遊牧民の襲撃に常にさらされ、人を寄せ付けない地形が長く続いた。途中の様々な中継地点を拠点とする一連の仲介者に頼らずにシルクロードの全行程を踏破する者はほとんど居なかった。
シルクロード貿易は、中国、韓国、日本、インド、イラン、ヨーロッパ、アフリカの角、アラビアとの政治的・経済的関係を開く上で重要な役割を果たした。シルクロードでは、物資だけでなく、思想、宗教（特に仏教）、哲学、科学的発見なども交換され、その多くはそれらに遭遇した社会で融合され、新たな形が生み出された。また、移民、難民、宣教師、職人、外交官、兵士など、さまざまな人々がこのルートを利用した。また、ペストなどの病気もシルクロードを経由して広まり、黒死病の一因となった可能性もある。
しかし、1453年にオスマン帝国が勃興すると、シルクロードは突然終わりを告げ、東西の貿易は途絶えた。これを機に、ヨーロッパは東方の富を得るためのルートを求め、大航海時代、ヨーロッパの植民地主義、そしてシルクロードから始まったといえるグローバリゼーションをさらに加速させた。その影響は21世紀に入っても続いている。マルコ・ポーロは中世のベネチア商人であり、西洋人として最も早く東洋を訪れ、記述した人物である。新しいシルクロードという名称は、この歴史的な交易路を通じた輸送の拡大を目指すいくつかの大規模なインフラプロジェクトを表すために使われており、代表的なものとして、ユーラシア・ランドブリッジや中国の一帯一路構想（BRI）などがある。2014年6月、ユネスコはシルクロードの長安 - 天山回廊を世界遺産に指定したが、インド側の回廊は暫定リストに掲載されたままである。

## 名称
シルクロードの名は、ほぼ中国で生産される絹織物の貿易に由来している。「シルクロード」という名称は、19世紀にドイツの地理学者リヒトホーフェンが、その著書『China』（1巻、1877年）においてザイデンシュトラーセン（ドイツ語：Seidenstraßen；「絹の道」の複数形）として使用したのが最初であるが、リヒトホーフェンは古来中国で「西域」と呼ばれていた東トルキスタンを東西に横断する交易路、いわゆる「オアシスの道（オアシスロード）」を経由するルートを指してシルクロードと呼んだのである。リヒトホーフェンの弟子で、1900年に楼蘭の遺跡を発見したスウェーデンの地理学者ヘディンが、自らの中央アジア旅行記の書名の一つとして用い、これが1938年に『The Silk Road』の題名で英訳されて広く知られるようになった。
一部の現代史家の間では、東アジア、東南アジア、インド亜大陸、中央アジア、中東、東アフリカ、ヨーロッパを結ぶ複雑な陸路・海路をより正確に表す「シルクルート」という名称も使われるようになった。

## 交易路
シルクロードの中国側起点は長安（陝西省西安市）、欧州側起点はシリアのアンティオキアとする説があるが、中国側は洛陽、欧州側はローマと見る説などもある。日本がシルクロードの東端だったとするような考え方もあるが、特定の国家や組織が設定したわけではないため、そもそもどこが起点などと明確に定められる性質のものではない。

### 草原の道
中国西安から北上してカラコルムに渡り、モンゴルやカザフスタンの草原（ステップ地帯）を通り、アラル海やカスピ海の北側から黒海北側の南ロシア草原に至る、「オアシスの道」よりも古いとみなされている交易路。この地に住むスキタイや匈奴、突厥といった多くの遊牧民（騎馬民族）が、東西の文化交流の役割をも担った。
現在の中国国鉄集二線は、部分的にほぼこの道に沿っている。
モンゴルのツァヒアギーン・エルベグドルジ大統領が同名の中露蒙経済回廊を提唱していることでも知られている。

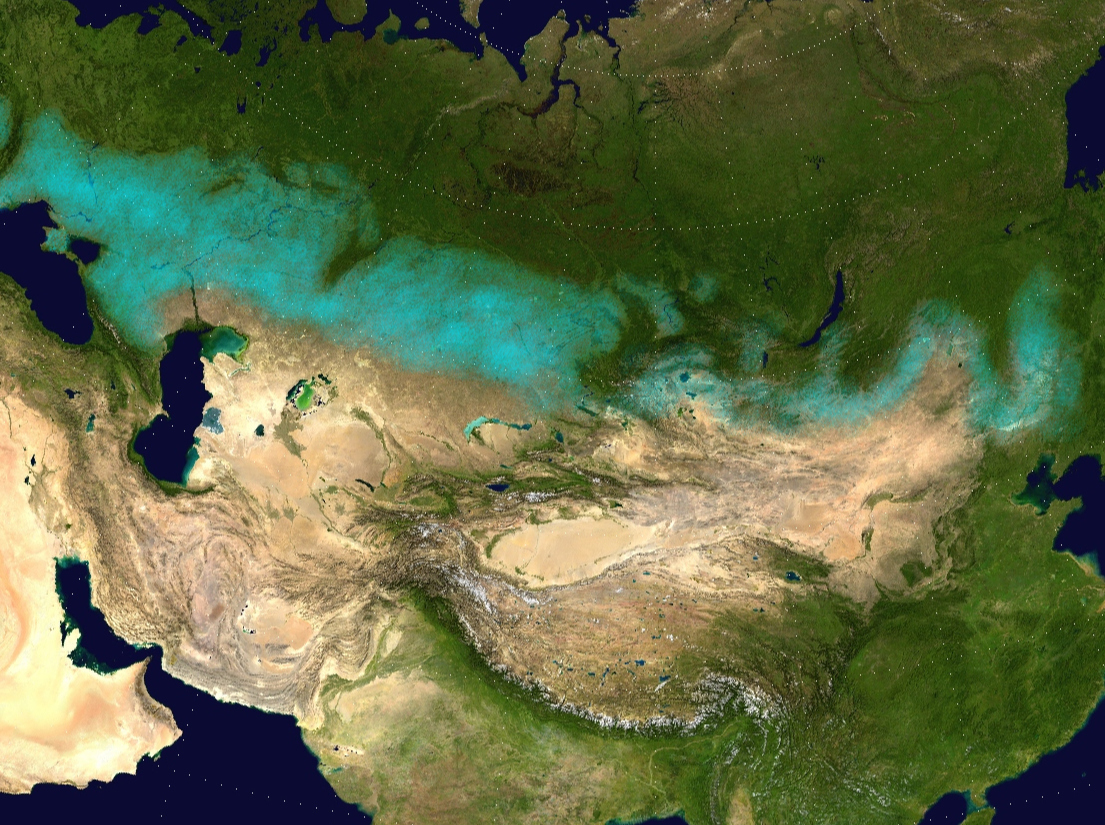
ユーラシア・ステップ
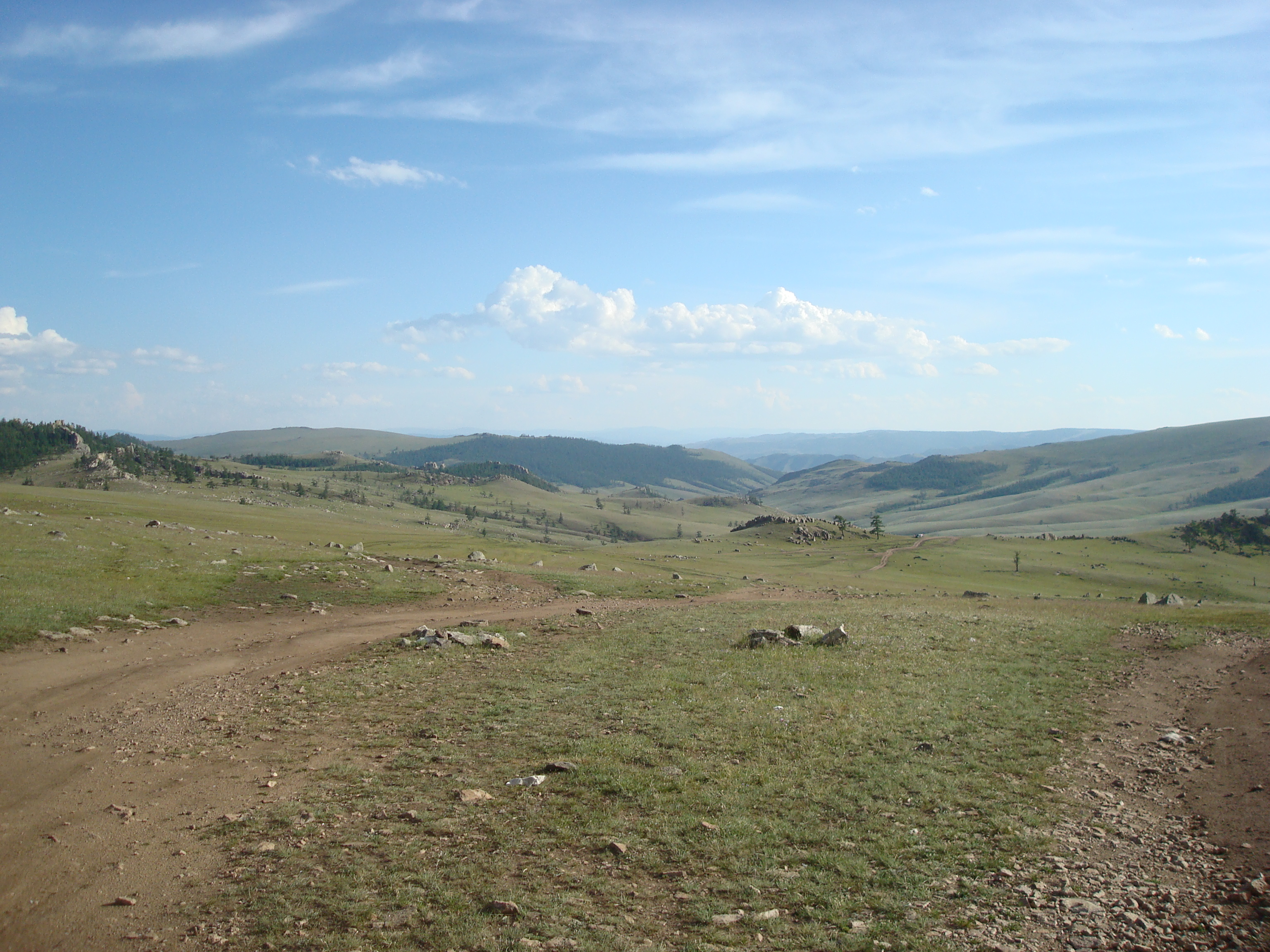
モンゴルの草原地帯

### オアシスの道
東トルキスタンを横切って東西を結ぶ隊商路は「オアシスの道」と呼ばれる。このルートをリヒトホーフェンが「シルクロード」と名づけた。洛陽や長安を発って、今日の蘭州市のあたりで黄河を渡り、河西回廊を経て敦煌に至る。
ここから先の主要なルートは次の3本である。西トルキスタン以西は多数のルートに分岐している。このルート上に住んでいたソグド人が、唐の時代のおよそ7世紀～10世紀頃シルクロード交易を支配していたといわれている。
西域南道 (漠南路)
タクラマカン砂漠の南側を通るルート。敦煌からホータン、ヤルカンドなど崑崙山脈北側のオアシスを辿って、カシュガルからパミール高原に達する。オアシスの道の中では最も古く、紀元前2世紀頃の前漢の時代には確立していたとされる。5世紀に法顕は西域南道を通ってインドに渡った。
このルートは、敦煌を出てからロプノールの北側を通り、楼蘭を経由して砂漠の南縁に下る方法と、当初からロプノールの南側、アルチン山脈の北麓に沿って進む方法とがあったが、4世紀頃にロプノールが干上がって楼蘭が衰退すると、水の補給などができなくなり、前者のルートは往来が困難になった。距離的には最短であるにもかかわらず、極めて危険で過酷なルートであるが、7世紀に玄奘三蔵はインドからの帰途このルートを通っており、楼蘭の廃墟に立ち寄ったと『大唐西域記』に記されているので、前者のルートも全く通行できない状態ではなかったものとみられる。13世紀に元の都を訪れたマルコ・ポーロは、カシュガルから後者のルートを辿って敦煌に達したとされている。
現在のG315国道は、部分的にほぼこの道に沿って建設されており、カシュガルからホータンまでは、2011年に喀和線が開通している。
天山南路（西域北道, 漠北路, Northen Silkroad）
天山山脈の南側を通るルート。敦煌からコルラ、クチャ、アクスを経て、天山山脈の南麓に沿ってカシュガルからパミール高原に至る。西域南道とほぼ同じ頃までさかのぼり、最も重要な隊商路として使用されていた。このルートは、楼蘭を経由してコルラに出る方法と、敦煌または少し手前の安西からいったん北上し、ハミから西進してトルファンを通り、コルラに出る方法とがあったが、楼蘭が衰退して水が得られなくなると、前者は通行が困難になった。
現在トルファンとカシュガルを結んでいる南疆線は、おおむね後者のルートに沿って敷設されており、1971年に工事が始まり、1999年に開通した。G314国道も部分的にほぼこの道に沿っている。
天山北路
天山山脈の北側を通るルート。敦煌または少し手前の安西から北上し、ハミまたはトルファンで天山南路と分かれてウルムチを通り、天山山脈の北麓沿いにイリ川流域を経てスイアブに至る。紀元後に開かれたといわれる。砂漠を行く上記ふたつのルートに比べれば、水や食料の調達が容易であり、平均標高5000 mとされるパミール高原を越える必要もない。
現在のG312国道や蘭新線、北疆線は、部分的にほぼこの道に沿っている。
東トルキスタンの興亡史については、「西域」「楼蘭」「ホータン王国」「中国の歴史」などを参照のこと。

### 海の道

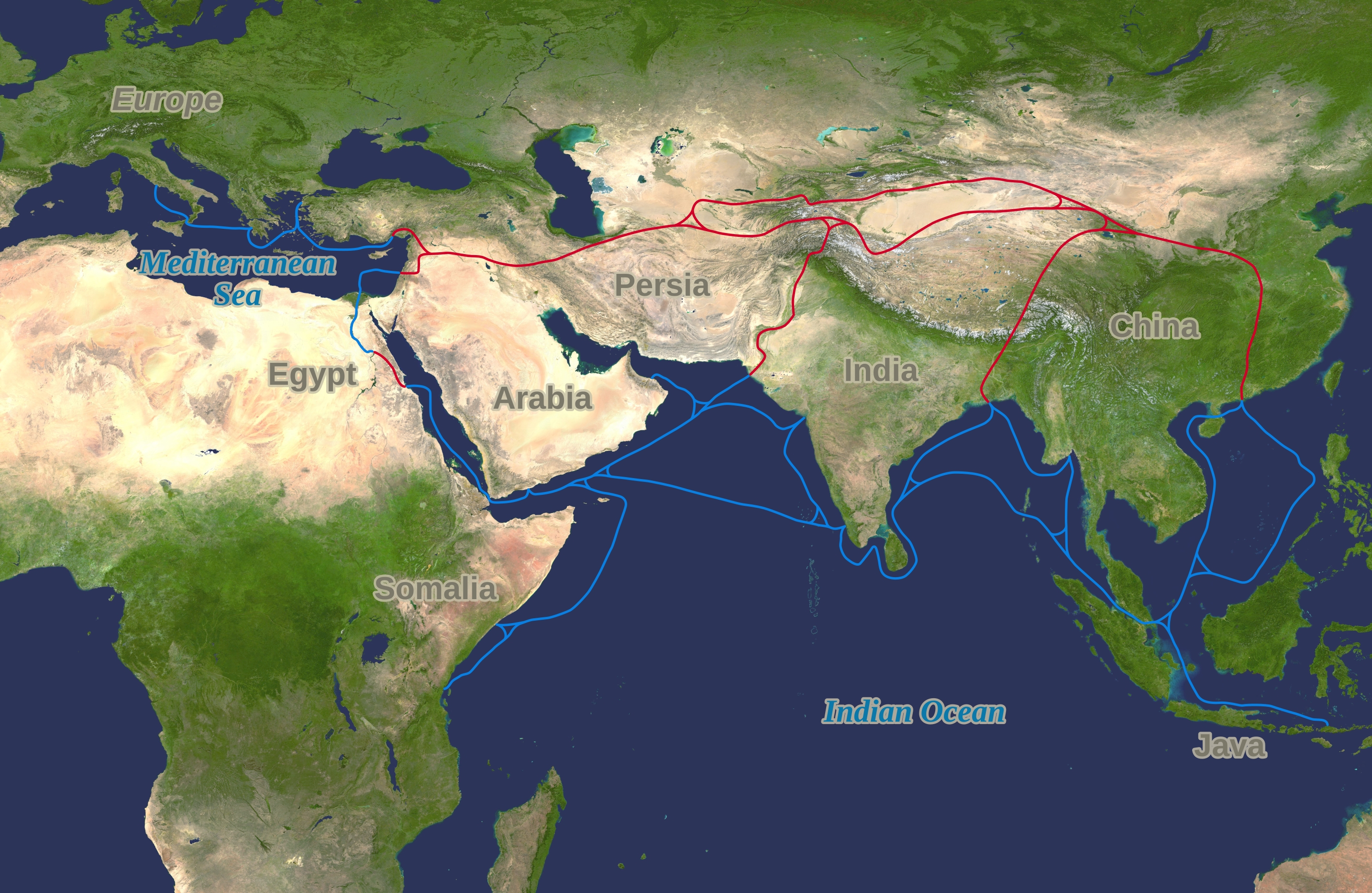
青い線が海の道

中国の南から海に乗り出し、東シナ海、南シナ海、インド洋を経てインドへ、さらにアラビア半島へと至る海路は「海のシルクロード」とも呼ばれる。海のシルクロードの起点は福建省泉州市。
すでにプトレマイオス朝の時代からエジプトは紅海の港からインドと通商を行っており、エジプトを征服した古代ローマ（共和政ローマ、ローマ帝国）はこの貿易路も継承して、南インドのサータヴァーハナ朝との交易のために港湾都市アリカメドゥ（現ポンディシェリ近郊のポドゥケー遺跡）などいくつかの商業拠点を築き（『エリュトゥラー海案内記』も参照）、絹を求めて中国にまで達したことは中国の史書にも記されている。このルートでセイロン（獅子国）やインド、ペルシアの商人も中国に赴いたのである。しかし、陸のシルクロードが諸国の戦争でしばしば中断を余儀なくされたのと同様、海のシルクロードも荒天や海賊の出没、各国の制海権の争奪などによって撹乱され、必ずしも安定した交易路とはいえなかった。
7世紀以降はペルシアの交通路を継承したイスラム商人（アラブ人、ペルシア人等の西アジア出身のイスラム教徒商人）が絹を求めて大挙中国を訪れ、広州などに居留地を築く。中国のイスラム教徒居留地は、唐末に広州大虐殺や黄巣の乱によって大打撃を受け、一時後退した。
宋代になると再び中国各地（泉州市、福州市など）に進出し、元代まで続いた。元のクビライ・ハーンは東シナ海、南シナ海からジャワ海、インド洋を結ぶこの貿易路で制海権を握るために日本（元寇）や東南アジアに遠征軍を次々とおくった。この時期にはアフリカのイブン・バットゥータも泉州、福州を通って大都（北京）を訪れた。
明は朝貢貿易しか認めない海禁政策を取り、海上交易路を海賊から保護した。鄭和艦隊はアフリカのマリンディまで航海しており、この艦隊は軍事侵略・占領を目的とはしていなかったが、明・コーッテ戦争でセイロン（ライガマ王国、現在のスリランカ）から攻撃を受けた際は首都まで攻め入って武力制圧し、王アラカイスワラとその家族を中国に連れ去ったこともあった。
その後インド洋は、オスマン帝国・マムルーク朝・ヴェネツィア共和国が制海権を握っていたが、16世紀に喜望峰経由でポルトガルが進出し、1509年のディーウ沖海戦で敗れたため、イスラム商人の交易ルートは衰えた。

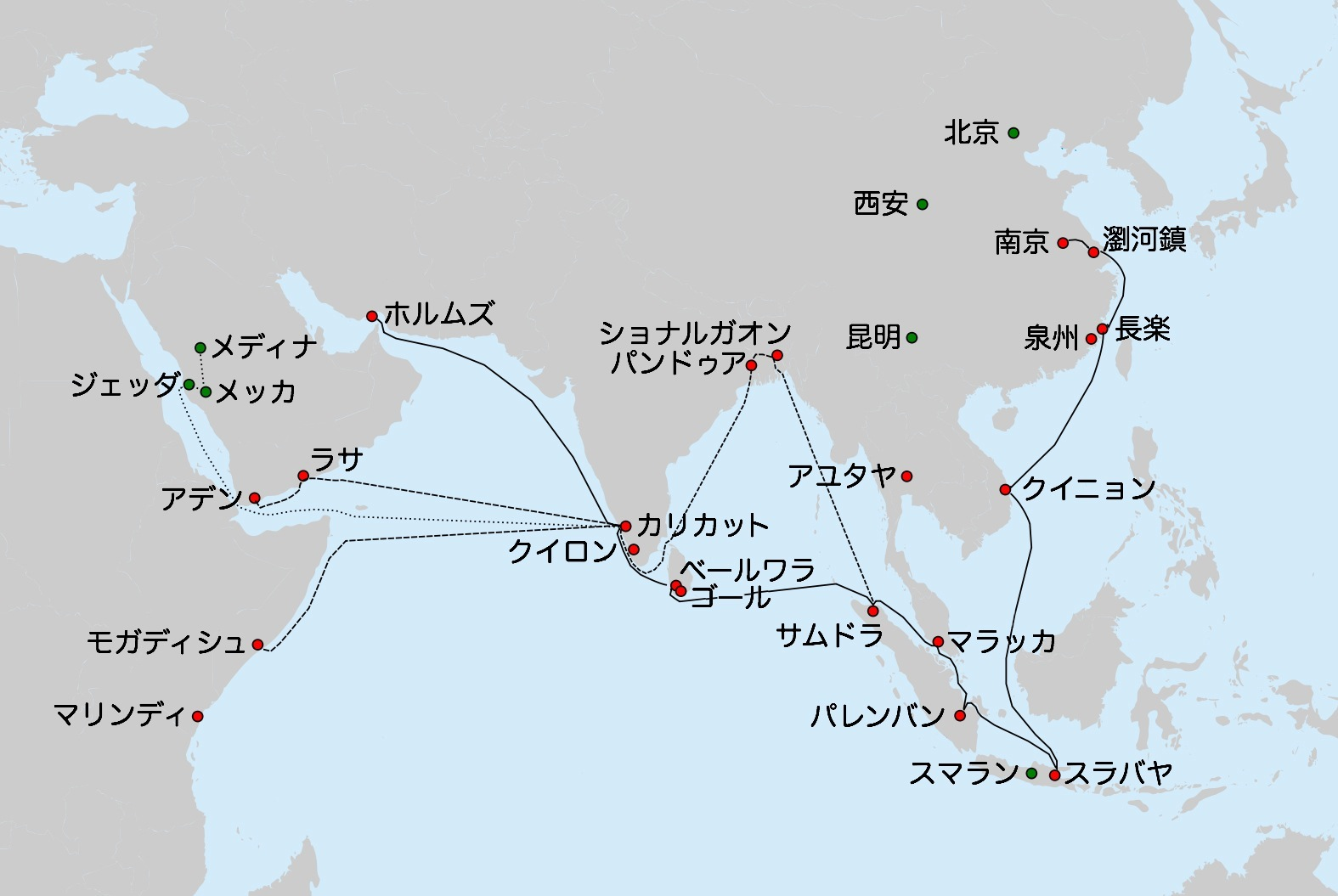
鄭和艦隊の進路

1622年、イングランド王国・サファヴィー朝ペルシア連合軍が勝利した（ホルムズ占領）のを皮切りに、1650年にはヤアーリバ朝（現オマーン）がインド洋の制海権を握り、ポルトガルとスペインの商人が追放された。また中近世以降は、中国から大量の陶磁器が交易商品となったので「陶磁の道」とも称された。
19世紀に、ペルシャ湾戦役 (1809年)の結果、イギリスが制海権を握った。
中華人民共和国は真珠の首飾り戦略から制海権を握ることを目指しているとされ、この貿易路を「21世紀海上シルクロード」と呼称している。

### 茶馬古道

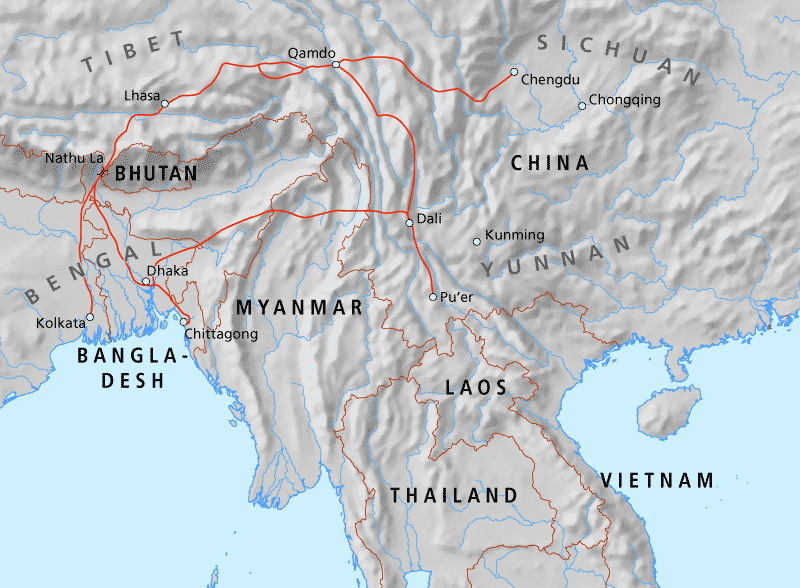
赤線が南のシルクロード

中国南西部から、ミャンマー北部、ヒマラヤ山脈南部を経て、インド亜大陸に至るルート。西南シルクロードともされ、主な交易品は茶であったため茶馬古道とも呼ばれる。通過する地名を取り「川滇緬印古道」とも。

### 南アジアルート
このルートは「ヒマラヤルート」や中国では「蔵印路」「南西印路」などと呼ばれ、名称も定まっていない。これまで中国と南アジア間でもチベットを介しヒマラヤ山脈を抜けての交易があったことは、中国側の文献資料や個別の遺跡の出土遺物から確認されていたが、その点と点を繋ぐ交易路の痕跡が発掘調査や人工衛星測量などから明らかになってきた。その一方で開発の波が押し寄せ、遺跡の破壊が深刻化していることもあり、インド・ネパール・ブータンの交易路を「シルクロード南アジアルート」としてユネスコが直接顕彰と保護に乗り出すことになった。
ベンガル地方の宝石や珊瑚が絹と交換され、後にインドに養蚕・絹生産技術がこのルートを経て中国から伝播したことは、限られた桑の自生環境と重複していることから推測されている。インドでは英領時代に綿糸生産が奨励され、ヒマラヤ山間部では羊毛生産が主であり、伝統的にシルクシャンタン（インドシルク）の生産が行われてきたのはインド北東部（7姉妹州）のような辺境域であるため検証作業が困難になる。また、インドの養蚕は毎回森林から捕ってくる野蚕で、桑も中国や日本の品種とは全く違い、蚕を煮沸しないアヒンサー（不殺生）であることから絹としての質感が異なり、従来のシルクロードを行きかった絹とは一線を画したものであるため、シルクロードとして一括りにしてよいものかという疑問も呈されており、このような根本的な議論から始めるとしている。

## 宗教の伝播

### キリスト教
エフェソス公会議で異端とされたキリスト教ネストリウス派は東方で布教に努め、ペルシアなどで勢力を築いた。中国に広まったものは景教と呼ばれていた。781年に刻まれた大秦景教流行中国碑は、部分的にシリア文字やシリア語も使われており、古代の宣教師たちがシルクロードを通って中央アジアや中国まで往来していたことを示している 。

### 仏教

仏教のシルクロード伝播

シルクロードを経由した中国への仏教伝播は、漢王朝の明帝(58-75)が西洋に派遣した大使の記録によると、西暦1世紀ごろであったという。この時期に仏教は、東南アジア、東アジア、中央アジアに広がり始めた。上座部、大乗、チベット仏教は、シルクロードを経由してアジア中に広がった仏教の3つの主要な宗派である。
4世紀以降は、中国の巡礼者がインドにオリジナルの仏典を求めてシルクロードを旅した。中国からインドへ法顕（395-414）、玄奘三蔵（629-644）が渡り、韓国からインドへは慧超が渡った。玄奘三蔵の旅は大唐西域記として記され、後にこれを元に16世紀にフィクション作品西遊記が生まれた。

## 日本との関係
日本には、奈良の正倉院に中国製やペルシア製の宝物が数多くあり、天平時代に遣唐使に随行してペルシア人の李密翳（り・みつえい）が日本に来朝したことに関する記録なども残されている。当時の日本は唐代の東西交通路の東端に連なっていたと認識されており、正倉院は「シルクロードの東の終着点」と呼ぶことがある。
シルクロードに関しては近年の日本における学校教育でも取り上げられていたが、歴史やヘディンの著書などに関心を持つ一部の人たち以外には、さほど興味を引く存在ではなかった。しかし、中華人民共和国との文化交流が進む過程でNHKが中国中央電視台とともに1980年に共同制作した『NHK特集 シルクロード-絲綢之路-』によって、喜多郎のノスタルジックなテーマ音楽とともに、一躍シルクロードの名が広く知れ渡ることとなった。日本ではシルクロードという語は独特のエキゾチシズムやノスタルジアと結びついており、西安や新疆、ウズベキスタン、イラン、トルコなどへの海外旅行情報やツアーの広告には必ずと言ってよいほど「シルクロード」という言葉が記されている。この80年代の「シルクロードブーム」を受け、1988年に日中両政府は日中友好環境保護センターの設立を決定した。また、平山郁夫はシルクロードの世界遺産登録をユネスコに中国政府とともに働きかけて平山郁夫シルクロード美術館も設立した。

## 現代

一帯一路

シルクロードが世界遺産に登録されたことを契機に、ユネスコの人文・社会科学局が推進する「異文化間の対話」プログラムにおいて、「シルクロード－対話、多様性、開発」プロジェクトが始まった。これはシルクロードほど多様な人種・文化・宗教・自然環境などが混在する地域はなく、そのことが歴史的には係争の舞台ともなってきたことから、シルクロードを平和の象徴にしようという主旨である。
具体的にはユネスコを代表する事業となった世界遺産をシルクロードに広げてゆき、各地域に無形文化遺産・記憶遺産・生物圏保護区・ジオパーク・創造都市ネットワークなど（海の道においては水中文化遺産保護条約も）各種ユネスコ事業を総投入展開し、可動文化財や少数民族言語の保護にも取り組む。ユネスコ公式サイトでは、「シルクロード・オンラインプラットフォーム」を立ち上げた。
一方で、このプロジェクトの主たる旗振り役が中国であり、中国による一帯一路計画の文化面政策として利用される懸念もある。
一帯一路の中核事業として位置付けられた東アジアから中国、モンゴル、カザフスタンを経由しロシア、東欧、欧州などへ貨物列車を使用した物流網が開通しており、「鉄のラクダ」とも称される。

## 関連作品
- テレビ番組
  - NHK特集
    - 『シルクロード』、『海のシルクロード』

  - NHKスペシャル『新シルクロード』

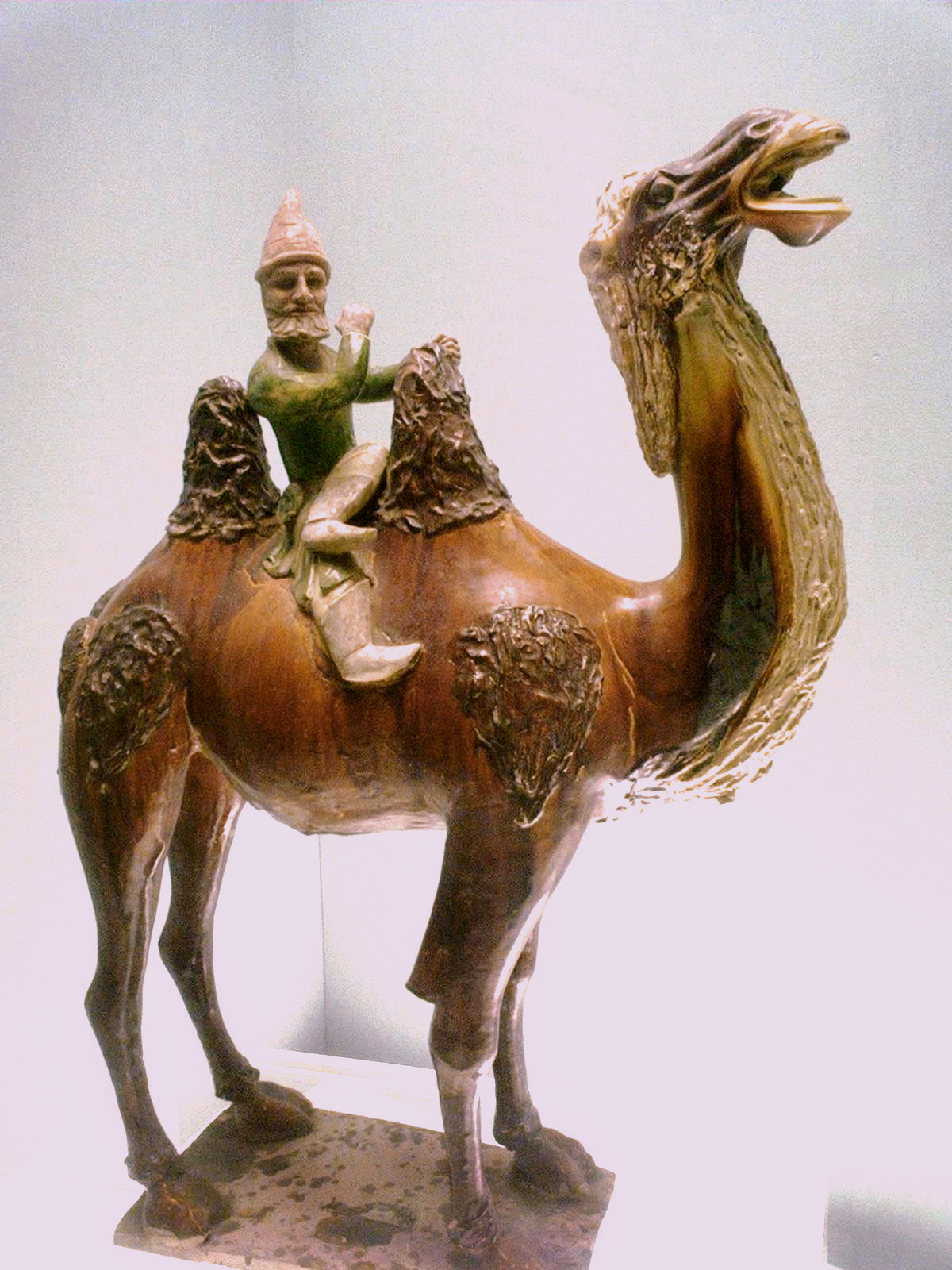
駱駝に乗る西方人の像（中国唐代、陶磁器製〈唐三彩〉。上海博物館）

  - BSプレミアム 激走!シルクロード104日の旅
  - 『アニメーション紀行 マルコ・ポーロの冒険』
- 音楽
  - コンサート「シルクロード音楽の旅」- 1979年に民主音楽協会が制作したシリーズ企画
  - NHK特集『シルクロード』 オリジナルサウンドトラック（喜多郎）
  - NHK特集 『海のシルクロード』 オリジナルサウンドトラック（S.E.N.S.）
  - 交響組曲「シルクロード」 （團伊玖磨）上田仁指揮・東京交響楽団
  - 異邦人 -シルクロードのテーマ- 久保田早紀が1979年にリリースしたデビュー・シングル曲
- 写真集
  - 秘宝・草原のシルクロード（並河萬里）
  - 写真集シルクロード（NHK取材班）大村次郷ほか
  - シルクロード（篠山紀信）